# Pendelaxel

Pendelaxelns fjädringskaraktäristik: förändringar av cambervinkeln när hjulet fjädrar, förändringar av cambervinklarna på båda hjulen, när fjädringen avlastas.

En pendelaxel är en enkel typ av individuell hjulupphängning som först användes på flygplan i början av 1900-talet. Sopwith, Fokker med flera använde sig redan före 1910 av pendelaxlar med gummifjädring utan stötdämpare.
Pedelaxeln på en bil använder kardanknutar som förbinder drivaxlarna med differentialväxeln, vilken är fäst vid chassit. Däremot saknas kardanknutar ute vid hjulen, vilket betyder att hjulet alltid förblir vinkelrätt mot drivaxeln. Pendelaxlar avfjädras vanligen med bladfjädrar och stötdämpare. Volkswagen Typ 1 använde torsionsstavar som fjädring före 1967.
Denna typ av hjulupphängning har två fördelar jämfört med en vanlig stel bakaxel:
1. Den ofjädrade vikten reduceras, eftersom differentialväxeln är fäst vid chassit. Det är särskilt viktigt för bilar med svansmotor, där differentialväxeln är ihopmonterad med växellåda och motor.
2. Problemet med förändringar av cambervinkeln på motstående hjul, när ett hjul fjädrar, elimineras.

Däremot har pendelaxeln flera andra nackdelar:
1. Stora förändringar av cambervinkeln, eftersom hjulet alltid förblir vinkelrätt mot drivaxeln.
2. Förändringar av cambervinklarna på båda hjulen, när fjädringen avlastas.
3. Problem med överstyrning vid skarp kurvtagning och, i extrema fall, risk att bilen välter.

Dessa problem var tydliga på Volkswagen Typ 1 fram till 1967, Mercedes-Benz 300 SL, tidiga versioner av Porsche 356, Triumph Herald, Vitesse och Spitfire, Tatra T603 med flera.
För att motverka problemen med överstyrning införde Mercedes-Benz från 1954 en ny typ av enkelledad pendelaxel. Här var endast den högra drivaxeln ledad med en kardanknut, den vänstra var fast monterad vid differentialen. Differentialen var flexibelt monterad vid chassit, för att kunna vridas när vänsterhjulet fjädrade. Senare infördes även en kompensationsfjäder som motverkade alltför snabba förändringar av cambervinkeln. Resultatet blev mer lättförutsedda vägegenskaper med mindre överstyrning.
Första generationens Chevrolet Corvair (1960–1964) använde pendelaxel bak. Corvairens påstått osäkra väghållning beskrevs i detalj av Ralph Nader i hans bok ”Den livsfarliga bilen”. Andra generationens Corvair (1965–1969) hade diagonalaxel bak.
Pendelaxeln efterträddes av De Dion-axeln i slutet av 1960-talet, men stel bakaxel förblev vanligast. De flesta bakaxelupphängningar har idag ersatts av moderna, helt individuella hjulupphängningar och både pendelaxeln och De Dion-axeln har i stort sett försvunnit.